# مارتن سميث (موسيقي)
مارتن سميث (بالإنجليزية: Martin Smith)‏ (و. 1946 – 1997 م) هو موسيقي، وطبال بريطاني، ولد في ساوثهامبتون، يستخدم آلات طقم طبول، وآلة إيقاعية، بدأ مشواره المهني سنة 1966، توفي عن عمر يناهز 51 عاماً، بسبب نزف داخلي.